# Uileacu de Beiuș
Uileacu de Beiuș est une commune roumaine du județ de Bihor, en Transylvanie, dans la région historique de la Crișana et dans la région de développement Nord-Ouest.

## Géographie
La commune d'Uileacu de Beiuș est située dans le sud-est du județ, dans la vallée du Crișul Negru, au nord des Monts Codru, à 10 km à l'ouest de Beiuș et à 70 km au sud-est d'Oradea, le chef-lieu du județ.
La municipalité est composée des quatre villages suivants, nom hongrois, (population en 2002) :
- Forău, Belénysforró (1 001) ;
- Prisaca, Gyeriipataka (489) ;
- Uileacu de Beiuș, Belényesújlak (691), siège de la commune ;
- Vălanii de Beiuș, Belényesvalány (303).

## Histoire
La première mention écrite du village d'Uileacu de Beiuș date du XIIIe siècle .
La commune, qui appartenait au royaume de Hongrie, en a donc suivi l'histoire.
Après le compromis de 1867 entre Autrichiens et Hongrois de l'empire d'Autriche, la principauté de Transylvanie disparaît et, en 1876, le royaume de Hongrie est partagé en comitats. Uileacu de Beiuș intègre le comitat de Bihar (Bihar vármegye).
À la fin de la Première Guerre mondiale, l'Empire austro-hongrois disparaît et la commune rejoint la Grande Roumanie au traité de Trianon.
En 1940, à la suite du deuxième arbitrage de Vienne, elle n'est pas annexée par la Hongrie et reste sous la souveraineté roumaine.

## Politique
| Période                                  | Période  | Identité             | Étiquette | Qualité |
| ---------------------------------------- | -------- | -------------------- | --------- | ------- |
| Les données manquantes sont à compléter. |          |                      |           |         |
|                                          | 2012     | Ioan Balint          | PDL       |         |
| 2012                                     | En cours | Mihaela Angela Sabău | PSD       |         |

| Parti | Parti                                      | Sièges |
| ----- | ------------------------------------------ | ------ |
|       | Parti social-démocrate (PSD)               | 5      |
|       | Parti national libéral (PNL)               | 3      |
|       | Union démocrate magyare de Roumanie (UDMR) | 2      |
|       | Parti national démocrate                   | 1      |

## Religions
En 2002, la composition religieuse de la commune était la suivante :
- Chrétiens orthodoxes, 73,26 % ;
- Réformés, 16,62 % ;
- Grecs-Catholiques, 5,07 % ;
- Baptistes, 1,28 % ;
- Catholiques romains, 1,24 %.

## Démographie
En 1910, à l'époque austro-hongroise, la commune comptait 2 709 Roumains (74,10 %) et 946 Hongrois (25,88 %).
En 1930, on dénombrait 2 854 Roumains (74,75 %), 931 Hongrois (24,38 %), 17 Juifs (0,45 %) et 16 Tsiganes (0,42 %).
En 1956, après la Seconde Guerre mondiale, 2 982 Roumains (77,21 %) côtoyaient 877 Hongrois (22,71 %).
En 2002, la commune comptait 2 025 Roumains (81,52 %), 450 Hongrois (18,11 %) et 3 Roms (0,12 %). On comptait à cette date 723 ménages et 838 logements.
| 1880  | 1890  | 1900  | 1910  | 1920  | 1930  | 1941  | 1956  | 1966  |
| ----- | ----- | ----- | ----- | ----- | ----- | ----- | ----- | ----- |
| 2 927 | 3 103 | 3 381 | 3 656 | 3 734 | 3 818 | 3 953 | 3 862 | 3 188 |

| 1977  | 1992  | 2002  | 2007  | - | - | - | - | - |
| ----- | ----- | ----- | ----- | - | - | - | - | - |
| 3 313 | 2 796 | 2 484 | 2 336 | - | - | - | - | - |

## Économie
L'économie de la commune repose sur l'agriculture et l'élevage.

## Communications

### Routes
Uileacu de Beiuș est située sur la route régionale DJ709A qui rejoint Pocola, la Nationale DN76 et Beiuș à l'est ainsi que Șoimi, Cociuba Mare et Tinca à l'ouest.

## Lieux et monuments
- Uileacu de Beiuș, église réformée datant de 1631 ;
- Uileacu de Beiuș, église orthodoxe datant de 1820[6] ;
- Forău, église orthodoxe datant de 1799[6] ;
- Vălanii de Beiuș, église orthodoxe datant de 1860[6].